# Reyhaneh Mobini Arani
Reyhaneh Mobini Arani (persisch ریحانه مبینی آرانی; * 20. November 2000) ist eine iranische Leichtathletin, die sich auf den Weitsprung spezialisiert hat und aktuell Inhaberin des Landesrekordes ist. 2025 wurde sie in Gumi Asienmeisterin.

## Sportliche Laufbahn
Erste internationale Erfahrungen sammelte Reyhaneh Mobini Arani im Jahr 2017, als sie bei den Jugendasienmeisterschaften in Bangkok mit einer Weite von 5,32 m den elften Platz belegte. Auch bei den Islamic Solidarity Games 2022 in Konya gelangte sie mit 5,54 m auf Rang elf und belegte mit der iranischen 4-mal-400-Meter-Staffel in 4:32,48 min den fünften Platz. Im Jahr darauf wurde sie bei den Hallenasienmeisterschaften in Astana mit 5,79 m Neunte im Weitsprung und 2024 gelangte sie bei den Hallenasienmeisterschaften in Teheran mit 6,16 m auf den siebten Platz. Im Mai siegte sie mit 6,22 m bei den Westasienmeisterschaften in Basra und im Jahr darauf siegte sie mit 6,40 m bei den Asienmeisterschaften in Gumi.
In den Jahren 2019 und 2021 sowie 2022 und 2025 wurde Arani iranische Meisterin im Weitsprung.